# HiiiPower
HiiiPower è il singolo di debutto del rapper statunitense Kendrick Lamar, pubblicato il 12 aprile 2011 come unico estratto dal suo primo album in studio Section.80. 

## Produzione
La canzone, prodotta dal collega rapper statunitense J. Cole, contiene campioni e interpolazioni di Simon Says, canzone di Pharoahe Monch e di So Appalled di Kanye West. Kendrick Lamar ha affermato che quando lui e J. Cole stavano creando HiiiPoWeR, che era la loro prima collaborazione, hanno provato 25 differenti mix per la canzone. La canzone include voci aggiuntive della cantante Alori Joh. 

## Video musicale
Il video musicale di HiiiPoWeR, è composto da una serie di brevi clip e immagini. Include clip che mostrano clip di sommosse e ribellioni che riprese in tutto il mondo e immagini di personaggi illustri della storia e dei media. I secondi di apertura del video musicale mostrano un video di Malcolm X che solleva tre dita mentre parla. Un'immagine nella seconda metà del video musicale mostra una folla di persone che sollevano le tre dita in aria. Notevole anche nel video è la presenza di immagini che documentano la brutalità della polizia. Quando Lamar pronuncia "razzista" nella canzone, il video mostra prima un'immagine di Sean Hannity e poi un'immagine di Bill O'Reilly. 

## Tracce
Testi e musiche di Kendrick Duckworth, Jermaine Cole.
1. HiiiPoWeR – 4:41

## Formazione

### Musicisti
- Kendrick Lamar – voce
- Alori Joh –voce

### Produzione
- J. Cole – produzione, missaggio

- Mixed by Ali – ingegneria del suono